# Czasza (architektura)

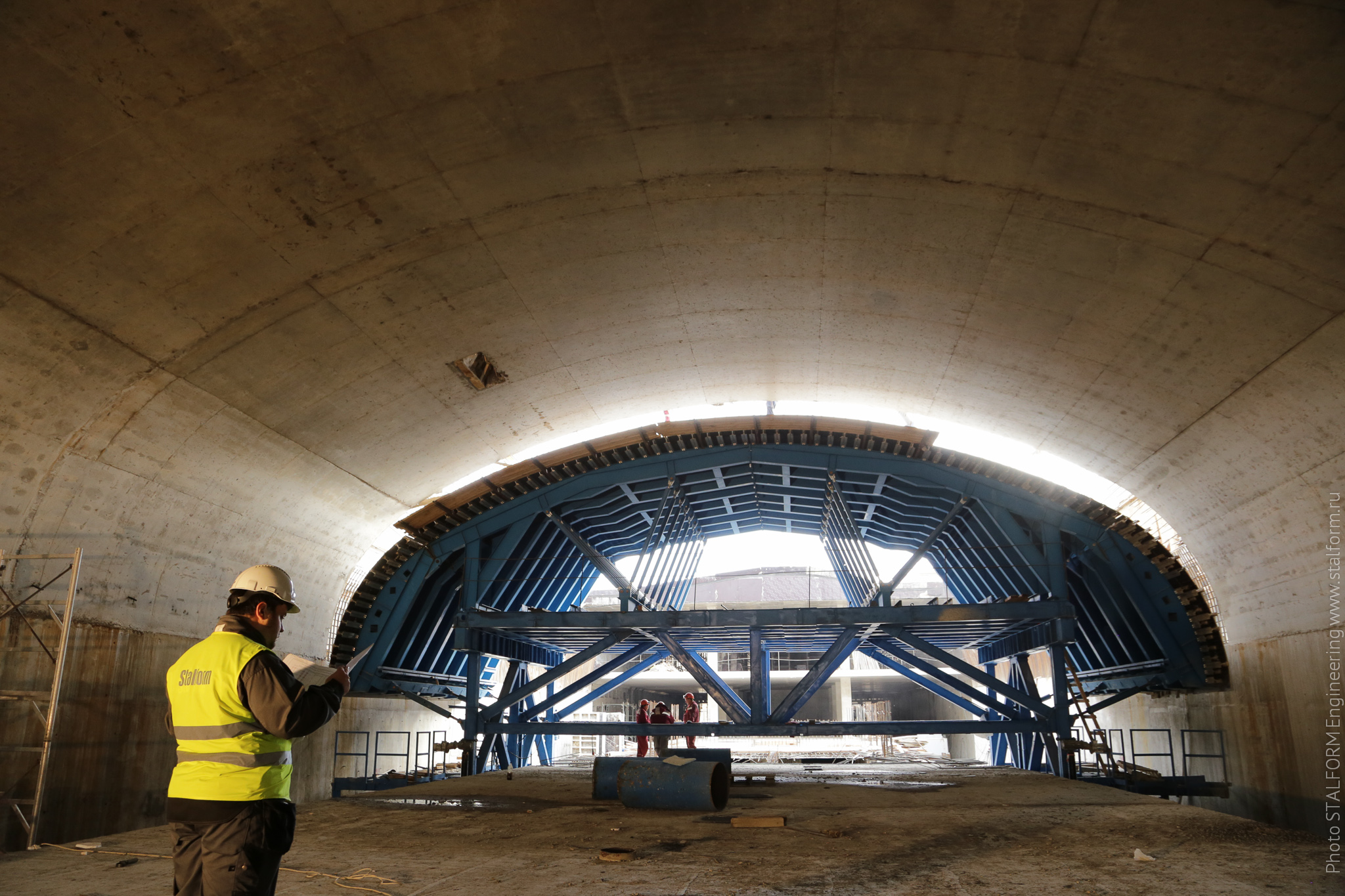
Współczesne sklepienie czaszowe podczas budowy

Czasza (kalota) – element architektoniczny w kształcie wycinka kuli lub elipsoidy.
Czasza stosowana jest jako sklepienna część kopuły lub sklepienia żaglowego, żaglastego. W przekroju daje łuk półkolisty, eliptyczny, paraboliczny, koszowy, ostrołukowy, cebulasty itp. Obecnie spotykana przy żelbetowych przekryciach cienkościennych (łupinowych). 